# 1976年モントリオールオリンピックのバスケットボール競技・女子日本選手団
1976年モントリオールオリンピックのバスケットボール競技・女子日本選手団（―じょしにほんせんしゅだん）は、1976年モントリオールオリンピック女子バスケットボール競技に出場したバスケットボール女子日本代表である。
尾崎正敏率いる女子日本代表は前年に開催された世界選手権で日本女子バスケ史上最高成績となる銀メダルの快挙を成し遂げるとともに女子バスケットボールが初開催となる五輪本大会出場権を獲得した。
その世界選手権とほぼ同じメンバーで本大会に挑んだ。優勝候補の米国、カナダに連勝してメダルを期待されたが、その後の3戦で連敗を喫し6ヶ国中5位の成績に終わった。しかしながら生井けい子は世界選手権に続いて得点王を獲得した。
この大会後、日本女子バスケットボールの2度目の五輪出場は、アトランタ五輪まで20年を要することになる。

## スタッフ
- 監督 尾崎正敏
- コーチ 石川武

## 選手
| No. | 氏名       | P  | 身長/体重 | 生年月日   | 所属         | 備考                   |
| --- | ---------- | -- | --------- | ---------- | ------------ | ---------------------- |
| 4   | 脇田代喜美 |    | 177/72    | 1950/11/04 | ユニチカ     | 1970年アジア選手権代表 |
| 5   | 山本幸代   |    | /         | 1950/04/04 | ユニチカ     |                        |
| 6   | 佐竹美佐子 |    | /         | 1951/01/19 | 第一勧銀     | 1970年アジア選手権代表 |
| 7   | 生井けい子 |    | 178/      | 1951/12/09 | 日本体育大学 |                        |
| 8   | 宮本輝子   |    | /         | 1952/05/31 | ユニチカ     |                        |
| 9   | 橋本きみ子 | GF | /         | 1953/02/17 | 第一勧銀     |                        |
| 10  | 大塚宮子   |    | /         | 1953/02/21 | 日立戸塚     |                        |
| 11  | 門屋加壽子 |    | /         | 1953/10/07 | ユニチカ     |                        |
| 12  | 青沼令子   |    | /         | 1954/01/28 | ユニチカ     |                        |
| 13  | 林田和代   |    | /         | 1953/12/30 | 日立戸塚     |                        |
| 14  | 松岡美保   |    | /         | 1953/07/11 | ユニチカ     |                        |
| 15  | 福井美恵子 | C  | 184/      | 1956/12/03 | ユニチカ     |                        |

松岡を除き全員が1975年世界選手権代表メンバーである。

## 尾崎ジャパンの成績
- アメリカ合衆国 71-84  日本
- 日本 121-89  カナダ
- 日本 62-76  チェコスロバキア
- ブルガリア 66-63  日本
- ソビエト連邦 98-75  日本

### 最終順位
| 順位 | 国・地域         |
| ---- | ---------------- |
| 金   | ソビエト連邦     |
| 銀   | アメリカ合衆国   |
| 銅   | ブルガリア       |
| 4位  | チェコスロバキア |
| 5位  | 日本             |
| 6位  | カナダ           |